# Апокалипсис: Вторая мировая война
«Апокалипсис: Вторая мировая война» (фр. Apocalypse, la 2 Guerre mondiale) — шестисерийный документальный фильм о Второй мировой войне. Режиссёры — Даниэль Касателле и Изабелла Кларк. Музыка для документального фильма написана Кэндзи Каваи. Текст во оригинале читает Матьё Кассовиц, в английском переводе — Мартин Шин.
Документальный фильм составлен исключительно из документальных кадров, снятых в период войны военными журналистами, солдатами и рядовыми гражданами. Киноряд представлен в цвете и представляет собой раскрашенную чёрно-белую пленку, а также нескольких оригинальных цветных плёнок. Единственное исключение — сцены, изображающие преступления Холокоста, которые представлены в чёрно-белом оригинале.
Фильм был впервые показан в 2009 году с 20 по 27 августа и 3 сентября на франкоязычном бельгийском канале RTBF, с 23 по 30 августа и 6 сентября на франкоязычном швейцарском канале Télévision Suisse Romande и c 8 по 22 сентября на France 2. Документальный фильм показали на Smithsonian в Соединённых Штатах, где закадровый текст читал Мартин Шин, на National Geographic Channel и Channel 4 в Соединённом Королевстве, Канаде, Австралии и в странах Азии.

## Эпизоды
1. «Агрессия (1933—1939)»: Появление нацизма и Вторжение в Польшу
2. «Сокрушительное поражение (1939—1940)»: Сражение за Дюнкерк и сражение за Францию, сражение за Британию
3. «Шок (1940—1941)»: Североафриканская кампания, Югославская операция, сражение за Грецию и Остров Крит, Операция Барбаросса, Блокада Ленинграда, Смоленское сражение и Битва за Москву
4. «Мир в огне (1941—1942)»: Нападение на Пёрл-Харбор, Битва за Мидуэй и Битва за Гуадалканал, План «Блау»
5. «Великие сухопутные (1942—1943)»: Первые поражения стран Оси, Сталинградская битва, Второе сражение при Эль-Аламейне, Операция Факел, Кампания в Тунисе, Сражение за Курск и Итальянская Кампания
6. «Ад (1944—1945)»: Освобождение Франции, Освобождение Манилы, бомбардировка Дрездена, Западное Союзническое вторжение в Германию, капитуляция Германии, атомная бомбежка Хиросимы и Нагасаки и капитуляция Японии

## Содержание
Документальный фильм включает всех основных лидеров периода Второй мировой войны.

### нацистская Германия
- Адольф Гитлер
- Герман Геринг
- Константин фон Нейрат
- Иоахим Риббентроп
- Рудольф Гесс
- Йозеф Геббельс
- Мартин Борман
- Генрих Гиммлер
- Альберт Шпеер
- Ева Браун
- Магда Геббельс
- Карл Дениц
- Вильгельм Кейтель
- Федор фон Бок
- Гейнц Гудериан
- Фридрих Паулюс
- Эрвин Роммель
- Эрих фон Манштейн
- Вальтер фон Браухич

### Франция
- Шарль де Голль
- Жак Филипп Леклерк
- Филипп Петен
- Поль Рейно
- Гамелен, Морис Гюстав
- Вейган, Максим
- Анри Жиро
- Альбер Лебрен
- Латр де Тассиньи, Жан Мари де
- Шарль Хюнтцигер
- Эмиль Мюзелье

### Британская империя
- Невилл Чемберлен
- Уинстон Черчилль
- Бернард Монтгомери
- Харрис, Артур

### США
- Франклин Д. Рузвельт
- Дуайт Эйзенхауэр
- Дуглас Макартур
- Честер Нимиц
- Джордж Пэттон
- Чарльз Линдберг
- Генри Форд
- Джозеф Кеннеди
- Джон Ф. Кеннеди

### Союз Советских Социалистических Республик
- Иосиф Сталин
- Вячеслав Молотов
- Георгий Жуков
- Лаврентий Берия
- Семен Тимошенко
- Никита Хрущёв

### Королевство Италия (1861—1946)
- Бенито Муссолини
- Чиано, Галеаццо

### Японская империя
- Хирохито
- Тодзио, Хидэки
- Ямасита, Томоюки
- Ямамото, Исороку

### Китай
- Чан Кай Ши